# Лякішев Володимир Олексійович
Володимир Олексійович Лякішев (29 вересня 1949, місто Москва, тепер Російська Федерація) — радянський діяч, секретар парткому науково-дослідного інституту технології автомобільної промисловості в Москві. Член ЦК КПРС у 1990—1991 роках. Кандидат фізико-математичних наук, доцент.

## Життєпис
У 1967—1969 роках — слюсар Московського металургійного заводу «Серп і молот».
З 1969 року — майстер Центрального науково-дослідного інституту чорної металургії.
Член КПРС з 1973 року.
У 1974 році закінчив Московський інститут сталі і сплавів.
У 1974—1978 роках — інженер, аспірант Московського інституту сталі і сплавів.
У 1978—1980 роках — старший інженер, начальник лабораторії Московського автомобільного заводу імені Лихачова.
У 1980—1983 роках — завідувач лабораторії, в 1983—1987 роках — завідувач відділу — заступник головного технолога із зміцнювальних покриттів науково-дослідного інституту технології автомобільної промисловості в Москві.
У 1987—1991 роках — секретар партійного комітету (парткому) науково-дослідного інституту технології автомобільної промисловості в Москві.
Подальша доля невідома.